# Wayne Elhard
D. Wayne Elhard (né le 22 août 1947) est un homme politique provincial canadien de la Saskatchewan. Il représente la circonscription de Cypress Hills à titre de député du Parti saskatchewanais à partir d'une élection partielle en juin 1999 jusqu'en 2016.